# 国鉄6150形蒸気機関車

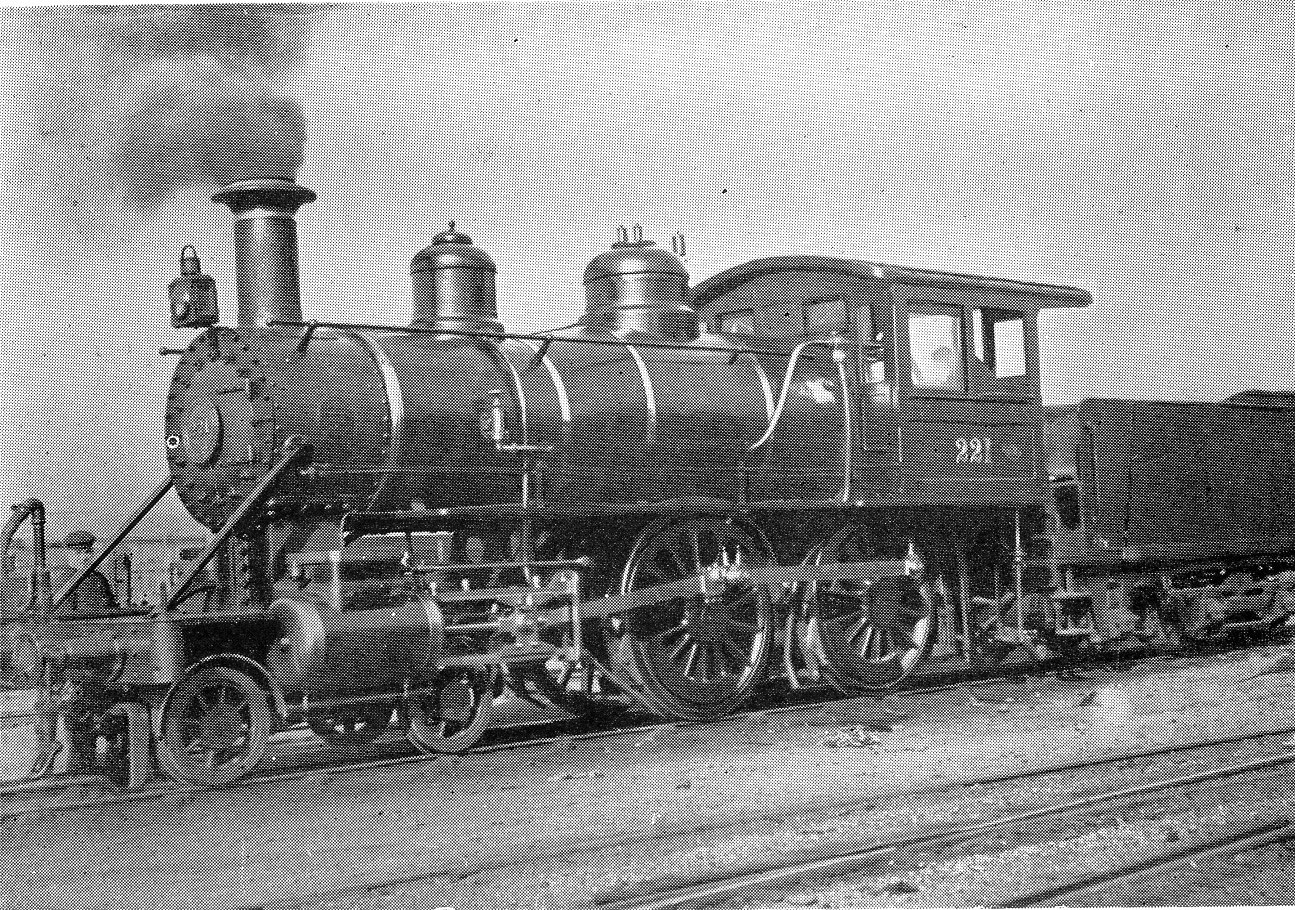
鉄道作業局 221（後の鉄道院 6165）

6150形は、かつて日本国有鉄道の前身たる鉄道作業局・鉄道院・鉄道省に在籍したテンダ式蒸気機関車である。

## 概要
元は、鉄道作業局が1897年（明治30年）7月にアメリカのボールドウィン・ロコモティブ・ワークスで18両（製造番号15402 - 15419）を製造した車軸配置2-4-0(2B)形で2気筒単式の飽和式テンダ機関車である。同社での種別呼称は8-26Cであった。当初の形式はAM形、番号は206 - 223で、後にD8形（番号不変）と称した。私鉄国有化を受けて1909年（明治42年）に実施された鉄道院の車両形式称号規程では、6150形（6150 - 6167）に改番された。
形態は、一般的なアメリカ古典機タイプで、ボイラーはワゴントップ型、第1缶胴上に砂箱、第3缶胴上に蒸気ドームとそれに付属した安全弁を備える。これらは3ピース形となっている。煙室は短く、その側面から前端梁に支柱（ブレース）が渡されている。動輪径は5フィート（1,524mm）で、官設鉄道としては初採用の大径のものである。ボイラの性能は、同時期に製造された山陽鉄道12形（後の鉄道院5900形）とほぼ同等であるが、本形式の運転台は木製であった。
当初は、京浜間や東京・山北間で使用され、鉄道院となってからは山陽線の三田尻・下関間で使用された。その後は、鉄道院標準型の8620形の進出にともなって、福知山線、山陰線、関西線に分散した。廃車は1925年（大正14年）5月から1928年（昭和3年）3月にかけてで、全車が解体された。民間に払下げられたり、保存されたものはない。　

## 主要諸元
- 全長 : 14,427mm
- 全高 : 3,734mm
- 全幅 : 2,438mm
- 軌間 : 1,067mm
- 車軸配置 : 4-4-0(2B)
- 動輪直径 : 1,524mm
- 弁装置 : スチーブンソン式アメリカ型
- シリンダー（直径×行程） : 406mm×610mm
- ボイラー圧力 : 13.4kg/m2
- 火格子面積 : 1.30m2
- 全伝熱面積 : 90.9m2
  - 煙管蒸発伝熱面積 : 84.5m2
  - 火室蒸発伝熱面積 : 6.4m2
- ボイラー水容量 : 3.5m3
- 小煙管（直径×長サ×数） : 50.8mm×3,251mm×163本
- 機関車運転整備重量 : 33.93t
- 機関車空車重量 : 30.68t
- 機関車動輪上重量（運転整備時） : 23.35t
- 機関車動輪軸重（第1動輪上） : 11.94t
- 炭水車重量（運転整備） : 23.41t
- 炭水車重量（空車） : 11.51t
- 水タンク容量 : 11.35m3
- 燃料積載量 : 3.05t
- 機関車性能
  - シリンダ引張力 : 6,280kg
- ブレーキ装置 : 手ブレーキ、真空ブレーキ